# Aurlandsfjord
Der Aurlandsfjord ist ein Seitenarm des Sognefjords. Die Gegend um den Fjord ist durch Landwirtschaft und seit einigen Jahrzehnten auch durch Tourismus geprägt. In früheren Zeiten waren die Orte entlang des Fjordes sehr abgelegen. Mitte des 19. Jahrhunderts gab es eine starke Auswanderung nach Amerika. Erst durch den Bau von Tunneln in den 1980er und 1990er Jahren wurde die Gegend das ganze Jahr über auf der Straße erreichbar.
Im Südosten zweigt der Nærøyfjord vom Aurlandsfjord ab. Wichtige Orte am Meeresarm sind Flåm und Aurlandsvangen. Am Aurlandsfjord liegt auch das Dorf Undredal mit der Stabkirche Undredal.